# Костянтин Скірмунт
Константій (Костянтин Генріхович) Скірмунт гербу Дуб (пол. Konstanty Skirmunt; 1866, маєток Молодове, Берестейський повіт, Гродненська губернія, Російська імперія — 24 липня 1949, Валбжих, ПНР) — російський і польський державний діяч і польський дипломат, міністр закордонних справ Польської Республіки (1921—1921).

## Біографія
Походив з древнього шляхетського роду Скірмунтів гербу Дуб. Син зем'янина Генрика, брат польського композитора та землевласника Генрика і двоюрідний брат Ядвіги та Марії. Племінник прем'єр-міністра Білоруської Народної Республіки Романа Скірмунта. Народився у маєтку Скірмунтів Молодово поблизу Пінська.
1887 року закінчив юридичний факультет Петербурзького університету. Був товаришем (заступником) голови ради Гродненського Товариства сільського господарства, членом правління Сільськогосподарського товариства, камергер (1904). Один із засновників Крайової партії Литви та Білорусі (1907).
Був членом Державної Ради Російської імперії (1907—1914). У 1917—1918 роках — член Польського народного комітету Романа Дмовського в Парижі. З 1918 — чиновник польського міністерства внутрішніх справ. У 1919—1921 роках — повноважний посланець у Римі, учасник польської делегації на Версальській конференції (1919).
З 11 червня 1921 року до 6 червня 1922 року міністр закордонних справ Польщі, потім, з 1922 року, — повноважний посланець у Лондоні і потім (з 1929) посол там же до 1934 року.
Автор мемуарів («Moje wspomnienia 1866—1945»).
Помер у Валбжиху у Польщі 1949 року.

## Нагороди та звання
Нагороджений Великим хрестом ордену Відродження Польщі, Золотим Хрестом Заслуги та Лицар Великого Хреста британського Вікторіанського ордену.